# Archipsocus nomas
Archipsocus nomas är en insektsart som beskrevs av Gurney 1939. Archipsocus nomas ingår i släktet Archipsocus och familjen Archipsocidae. Inga underarter finns listade i Catalogue of Life.